# Poecilotylus similis
Poecilotylus similis är en tvåvingeart som beskrevs av Willi Hennig 1934. Poecilotylus similis ingår i släktet Poecilotylus och familjen skridflugor. Inga underarter finns listade i Catalogue of Life.